# Bakonyi Károly (szőlőnemesítő)
Bakonyi Károly (Csopak, 1921. december 22. – Keszthely, 2010. május 26.) kertészmérnök, szőlőnemesítő.

## Családja
Szülei Bakonyi István vincellér és Szabó Rozália háztartásbeli, felesége Simon Emma. Fia Bakonyi László (1953–) növénynemesítő, leánya Bakonyi Judit (1957–).

## Életútja
A csopaki Ranolder-birtok vincellérházában látta meg a napvilágot. 1941-ben végezte el a balatonarácsi Szőlészeti és Borászati Szakiskolát, majd 1942-ig a budafoki Borászati Szakiskolában tanult. 1959-ben kertészmérnöki diplomát szerzett a Kertészeti és Szőlészeti Főiskolán, 1964-ben szerezte meg a doktorátust.
1949 és 1960 között a Délnyugat-dunántúli Mezőgazdasági Kutató Intézet Kertészeti Osztályának tudományos segédmunkatársa volt, majd 1960 és 1964 között a keszthelyi Agrártudományi Egyetem (ATEK) és a PATE Georgikon Mezőgazdaság-tudományi Kar Kertészeti Tanszékén dolgozott mint tudományos segédmunkatárs, 1964-től 1974-ig pedig mint tudományos főmunkatárs. Az egyetemen oktatott is.  1982 és 2002 között ugyanitt nyugdíjas tudományos szaktanácsadó volt. 1996-ban tüdőrákja miatt műtéten esett át. 2010-ben hasonló okkal került kórházba. A zalaegerszegi kórházban a kezelés idején levegőhiánnyal küzdött, és a kezelés utolsó napján gyakorlatilag megfulladt. Testét a keszthelyi Szent Miklós temetőben felesége mellé, díszsírban helyezték nyugalomra.
Az ATEK cserszegtomaji kísérleti telepén foglalkozott szőlőnemesítéssel, tanulmányozta a magyarországi telepített szőlőfajták összetételét, a szőlőfajták érésidőpontját, a szőlőfürt, valamint a bogyónagyság közötti összefüggéseket. Külföldön is ismertek nemesített szőlőfajtái, kiemelkedő az ún. cserszegi fűszeres fajta és az olasz rizling nemesítése. A Cserszegi fűszerest 1960-ban az Irsai Olivér és a piros tramini szőlőfajták keresztezéséből hozta létre. Többedmagával hozott létre hat, államilag minősített szőlőfajtát és több értékes szőlőhibridet. Háromezer hektáron termesztették a szőlőfajtáit. Megindította a Zala Megyei Borfesztivált és a hozzá kapcsolódó tudományos napokat.

## Családja
Felesége 1952-től Simon Emma volt (1926–2000), fia Bakonyi László kertészmérnök, leánya Bakonyi Judit gyógyszertári szakasszisztens.

## Emlékezete
Szülőházát Jásdi István csopaki borosgazda felújíttatta. Bakonyi Károly sírja a keszthelyi Szent Miklós-temetőben található. A Cserszegi fűszeres a ceglédi Ungváry László Borrend zászlósbora, erről és a Nemes olasz rizling szőlőfajtáiról 2000-ben bélyeget adtak ki.

## Társasági tagságai
1992-től a Magyar Növénynemesítők Egyesületének, 1996-tól a Magyar Kertészeti Tudományos Társaságnak volt a tagja. A Szőlő Bor Szövetség elnökségi tagja, 1991-től a Zalai Szőlős- és Borosgazdák Egyesületének elnöke volt. 1895-től a Balatonvin-Csopak Borrend, majd 1997-től a bogácsi Szent Márton Borrend tiszteletbeli tagja.

## Elismerései
- Munka Érdemrend (1972 és 1982)
- Rácz Sándor-emlékplakett (1976)
- Zala Megye Alkotói Díja (1981 és 2000)
- Kocsis Pál-emlékplakett (1984)
- Mathiász János- emlékplakett (1988)
- Keszthely díszpolgára (1994)
- Magyar Gyula Nemesítői Nagydíj (1995)
- Fleischmann Rudolf-díj (1997)
- Csopak Községért Érdemérem (1999)
- Csopak díszpolgára (2009)

## Főbb művei
- Az Olasz rizling szőlőfajta néhány klónja és szelektálása. Egy. doktori értek. (Keszthely, 1964)
- Olasz rizling szőlőfajta klónszelektálása és klónjainak értékelése. (Keszthelyi Agrártudományi Főiskola Közleményei, 1968)
- Tanulmány a Böhönyei ÁFÉSZ körzetébe tartozó községek háztáji gyümölcs-, szőlő- és zöldségtermesztése fejlesztéséhez. Többekkel. (Bp., 1974)
- A korszerű szőlőtermesztés alapjai. Kaiser Gézával. (Bp., 1975)
- Kertészeti termelés. Többekkel. Egy. jegyz. (Bp., 1975)
- A klónszelektálás eredményei a Pannon Agrártudományi Egyetem Keszthelyi Mezőgazdaság-tudományi Karán. Bakonyi Lászlóval. (Szőlőtermelés és Borászat, 1990)
- Nemesítői észrevételek a fajtaváltásról. Bakonyi Lászlóval, Kocsis Lászlóval. – Mit ér az olasz rizling ma? Bakonyi Lászlóval. (Borászati füzetek, 1996)
- A szőlőalany-nemesítés és eredményei hazánkban. Hajdú Edittel. (Kertgazdaság, 2006)

## Szőlőfajtái
- Nemes olasz rizling (1980)
- Cserszegi fűszeres (1982)
- Chasselas blanc K16 (1990)
- Chasselas rouge K18 (1990)
- Rizlingszilváni K3 klónok (1992)
- Nektár (1994)